# 3,4-dietilhexano
El 3,4-dietilhexano es un alcano de cadena ramificada con fórmula molecular C10H22.